# Tune In, Tokyo...
Tune In, Tokyo... est un EP live du groupe punk américain Green Day sorti en 2001 en format CD uniquement au Japon. Il est disponible depuis 2008 sur le iTunes Store.

## Liste des chansons
1. Church on Sunday
2. Castaway
3. Blood, Sex and Booze
4. King for a Day
5. Waiting
6. Minority
7. Macy's Day Parade

Notes
- La chanson 1 a été enregistrée le 22 mars 2001 à Fukuoka, au Japon.
- Les chansons 2, 3, 5, 6 et 7 ont été enregistrées le 16 mars 2001 à Sendai, au Japon.
- La chanson 4 a été enregistrée le 13 mars 2001 à Osaka, au Japon.